# Sao (satélite)

Captura de imagem da lua Sao.

Sao ou S/2002 N2 é um satélite natural de Netuno, descoberto em fins de 2002 utilizando o telescópio Blanco, com 4 metros de diâmetro, instalado no Observatório de Cerro Tollolo, Chile, pelos astrônomos Matthew Hollman, J.J. Kavelaars , T. Grav, W. Fraser e D. Milisavljevic. 
Desde 1949, com a descoberta de Nereida, não eram descobertas novas luas em Netuno utilizando um telescópio situado na superfície terrestre. Estas luas são pequenas rochas, com diâmetros da ordem de 20 km. Seus nomes provisórios são S/2002 N1, S/2002 N2 e S/2002 N3. 
S/2002 N1 executa uma órbita retrógrada, enquanto S/2002 N2 e S/2002 N3 possuem órbitas prógradas.
Utilizando o mesmo telescópio, também em fins de 2002, M. Holmann, B. Gladman e T. Grav descobriram a lua S/2002 N4 a qual executa uma órbita retrógrada em torno de Neptuno. Em agosto de 2003, utilizando um telescópio com 8,2 metros situado no pico do Mauna Kea, Havaí, E.U.A., D.C.Jewitt, J. Kleyna e S.S. Sheppard descobriram uma nova lua, a S/2003 N1, cuja órbita também é retrógrada.